# Гиннекен, Якобус Йоаннес Антониус ван
Якобус Йоаннес Антониус ван Гиннекен (нидерл. Jacobus Joannes Antonius (Jac.) van Ginneken;21 апреля 1877, Ауденбос, Северный Брабант — 22 октября 1945, Неймеген) — нидерландский учёный-лингвист, педагог, профессор и ректор, основанного в 1923 году Римско-католического университета, священник, иезуит.
Яркий представитель идеалистического языкознания, Гиннекен подверг серьёзному пересмотру положения младограмматического позитивизма. В своей работе «Principes de linguistique psychologique» (Принципы психологической лингвистики, Paris — Lpz. — Amsterdam, 1907) пытался перестроить систему лингвистики на базе спиритуалистической психологии. Этот основной его труд, несмотря на коренную ошибочность его философских предпосылок, содержит огромный и ценный материал по языковой психологии; особенно важно то, что, в противоположность рационализму философа Х. Штейнталя, Гиннекен уделяет особое внимание «дологическому» мышлению и его эмоциональным факторам, отводя последним видную роль в создании языковых форм (в частности, так называемых служебных слов — Языковая систематика). Гиннекен уделяет много внимания и вопросам лингвистической географии и даже вопросам социальной диалектологии, обнаруживая, однако, характерное для идеалистической социологии смешение классовых, профессиональных и групповых диалектов («De nieuwe richting in de taalwetenschap» в «Handelingen van het 7 Nederl. Filol. Congres», Groningen, 1913; «Handbook d. Nederlandsche Taal», «De Regenboogkleuren van Nederlands Taal», Nijmegen, 1917).
Будучи педагогом, преподавал голландский язык и голландскую литературу, сравнительную лингвистику индоевропейских языков и санскрит.

## Избранные труды
- Principes de linguistique psychologique, essai de synthèse, 1907.
- Handboek der Nederlandsche taal, 1928
- De Oorzaken der Taalveranderingen, 1930
- La Reconstruction typologique des langues archaïques de l’humanité, Amsterdam, 1939.

## Источник
- Гиннекен, Якобус Йоаннес Антониус ван // Большая советская энциклопедия : [в 66 т.] / гл. ред.  О. Ю. Шмидт. — 1-е изд. — М. : Советская энциклопедия, 1926—1947.